# مسجد الجيوشي (القاهرة)
مسجد زاوية الجيوشي تقع الزاوية على قمة قلعة صلاح الدين وفوق جامع أخيه يوسف مباشرة. ويعد أول المساجد التي شيدت بالحجر في القاهرة، وتعود أهميته المعمارية لمئذنته التي تعتبر أقدم المآذن الفاطمية القائمة بمصر، ويحمل رقم 304 في عداد الأثار الإسلامية.
بنى مسجد زاوية الجيوشي الوزير الفاطمي، بدر الجمالي وزير الخليفة المستنصر بالله الفاطمي سنة «478هـ ــ 1085م» على حافة جبل المقطم خلف القلعة، يحتوى على زخارف معمارية متميزة، وسمى بهذا الاسم نسبة لأمير الجيوش بدر الجمالي وهو أبو النجم بدر الجمالي، الذي كان مملوكًا أرمني الأصل اشتراه جمال الدولة بن عماد ولذلك عرف بالجمالي، ترقى في الخدمة حتى تولى إمارة دمشق سنة «455 هـ ـ 1062م»، خلال عهد المستنصر.

## الوصف

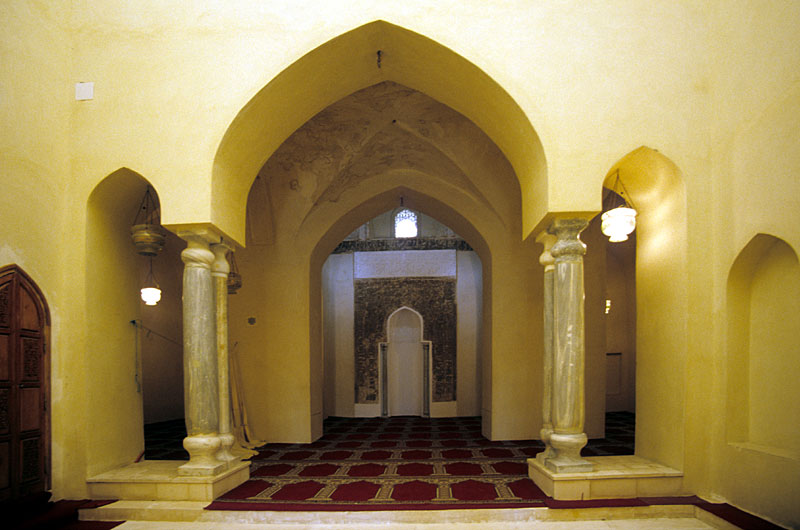

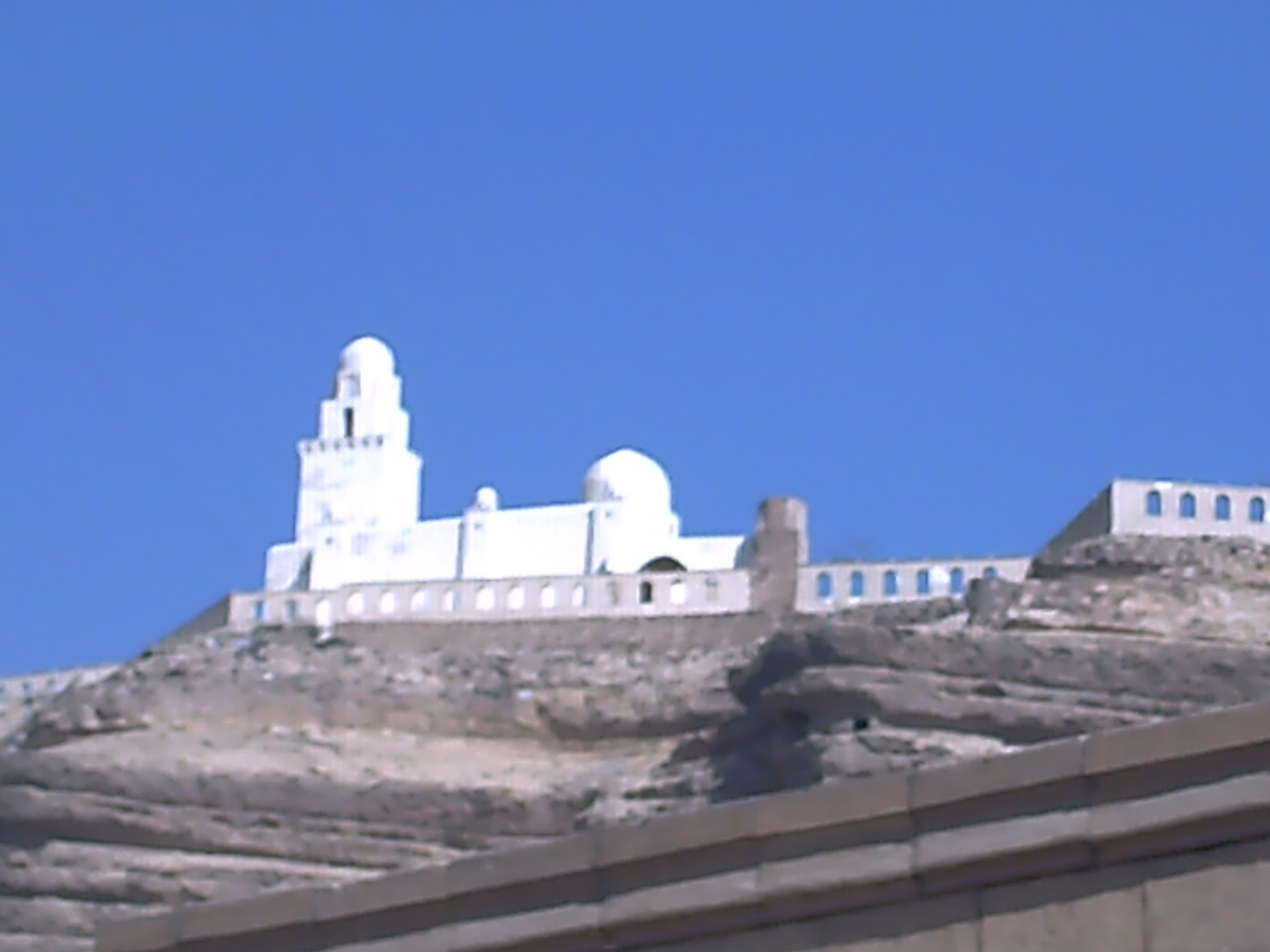

المسجد تبلغ مساحته 270 مترًا، وهو عبارة عن مستطيل يقسمه محور إلى نصفين متماثلين تمامًا إلا الجانب الشمالي الشرقي حيث أضيف إليه فيما بعد بئر. وتبلغ مساحة الزاوية خمسة عشر مترًا عرضًا في ثمانية عشر طولًا.
ويقع المدخل الرئيسي في الواجهة الشمالية الغربية تحت المئذنة مباشرة ويتكون المدخل من باب صغير يعلوه عقد مدبب يؤدي إلى ردهة مقببة فوقها ردهة أخرى مغطاة بقبة صغيرة موضوعة على الجدران المربعة مباشرة دون مقرنصات، وعلى جانبي الردهة توجد حجرتان صغيرتان اليسرى منهما مغطاة بقبو متقاطع وبها نافذة في أعلى الجدار الشمالي وتحتوى هذه الحجرة على (بيارة)، أما الحجرة اليمنى فهي مكشوفة وبها درج يؤدى إلى سطح الزاوية.
وندخل من الردهة الخارجية عن طريق عقد مدبب إلى صحن الزاوية الذي يبلغ مساحته (6.5). (5.5) متر وعلى جانبه غرفتان مستطيلتان يدخل إليهما من فتحتين معقودتين بالصحن وقد اقتطع جزء من الغرفة اليسرى وغطى بقبو مستعرض وفتح له فتحة في الجدار الشمالي ليؤدى إلى (البيارة).
وبالجهة الشرقية للصحن يوجد مدخل ذو ثلاثة عقود مدببة المتوسط منها متسع والجانيبان صغيران، وتعتمد العقود على عمودين متجاورين من الرخام وهي مختلفة الأحجام والتيجان وتؤدي هذه الواجهة ذات الثلاثة عقود إلى ردهة كبيرة مستطيلة مغطاة بثلاثة عقود متقاطعة، وتؤدي هذه الردهة الكبيرة بدورها إلى ثلاثة عقود، العقد المتوسط يؤدى إلى مربع مغطى بقبة، وفي صدره المحراب، والمربعان الجانبيان مغطيان بأقباء متقاطعة. وبالمربع الأيسر يوجد قبر أحد الشيوخ وان كانت العامة تقول إنه قبر سيدي الجيوشي على اسم منشئ الزاوية.
ولعل أجمل ما في هذا المحراب الزخارف الجصية التي تحيط بالمحراب والتي تشبه زخارف الجامع الأزهر. ويتكون المحراب من حنية مستديرة يعلوها عقد مدبب يرتكز على عمودين فقدا الآن ويحيط بالمحراب شريط من الكتابة بالخط الكوفي المزهر كما يوجد شريط من الكتابة من سورة الفاتحة يحيط بالمربع الذي تعلوه القبة، كما نقش على شكل دائرة في سمت القبة الآية (39)، من سورة يس «والقمر قدرناه منازل حتى عاد كالعرجون القديم». في الوسط نقش اسم محمد وعلي مكررين ثلاث مرات على شكل نجمة ذات ستة رؤوس.
مئذنة مسجد زاوية الجيوشي لها أهمية خاصة في تطور مآذن المساجد في القاهرة، وقد بنيت على نمطها مئذنةقبة أبو الغضنفر الكائنة بالدراسة شرق القاهرة، ومئذنة المسجد تقوم في منتصف الضلع الشمالي، وتتكون المئذنة من برج مربع بارتفاع 14.18 مترا ويعلو ذلك صفان من الدلايات مبنية من الآجر والجص، وفي داخل هذا المكعب يوجد مكعب صغير به أربع نوافذ معقودة ويعلو هذا رقبة مثمنة بكل وجه منها نافذة معقودة ويعلو ذلك قبة صغيرة وبذلك يكون ارتفاع المئذنة كلها (20) مترا، وهي تحتوى على طابقين من الداخل.
أما تاريخ الزاوية فمنقوش على لوحة من الرخام تعلو عتب المدخل الرئيسي. وتتكون الكتابة من خمس سطور من الخط، جاء فيها: "أنشأ هذه الزاوية مولى أمير المؤمنين الإمام المستنصر بالله أمير الجيوش في المحرم من سنة 478.

## عملية ترميم المسجد
لا يوجد معلومات موثقة عن عملية ترميم المسجد، لكنها أثارت انتقادات واسعة ضد وزارتي الآثار والأوقاف، يُعتقد أن الترميم تم بجهود ذاتية من طائفة البهرة الشيعية بدون الالتزام بالمعايير والطرق المتعارف عليها في ترميم الآثار.